# Monthou-sur-Bièvre
Monthou-sur-Bièvre è un comune francese di 765 abitanti situato nel dipartimento del Loir-et-Cher nella regione del Centro-Valle della Loira.

## Società

### Evoluzione demografica
Abitanti censiti